# Suzanne (bier)
Suzanne is een Belgisch bier. Het bier wordt gebrouwen door Brouwerij Hedonis te Michelbeke.

## Achtergrond
Leopold De Ketelaere en Janos De Baets ontwikkelden Suzanne in 2016. Het werd eerst gebrouwen in Brouwerij ’t Verzet maar sinds 2022 in de eigen brouwerij Hedonis. Met Suzanne wordt een statement gemaakt tegen schijnbrouwers, brouwers die de volledige productie overlaten aan anderen. Het etiket illustreert dit thema.

## Het bier
Suzanne is een ongepasteuriseerde saisonbier van 5% alcohol, volledig uitvergist, wat resulteert in een kurkdroog, suikervrij bier. Het romige mondgevoel en de subtiele zurigheid komen voort uit het gebruik van speltmout. Voor de aromahopping is gekozen voor de Europese hopsoort Hallertau Blanc.

## Prijzen
- European Beer Challenge 2022 -zilver[4]
- World Beer Awards 2022 - brons in categorie Pale Beer[5]